# Ia Genberg
Ia Gabriella Genberg (nascida a 5 de novembro de 1967) é uma jornalista e romancista sueca.
Nascida em Estocolmo, na Suécia, estreou-se como escritora em 2012 com o romance Söta fredag ("Doce Sexta"). O seu quarto romance, Detaljerna (“Os Detalhes”), venceu o Prémio August de 2022, ano da sua publicação. A tradução para o inglês, de Kira Josefsson, foi seleccionada para o 2024 International Booker Prize.

## Trabalhos publicados
- Sota fredag, Weyler förlag, Estocolmo: 2012. ISBN 978-9185849789
- Enviado farväl, Weyler förlag, Estocolmo: 2013. ISBN 978-9185849970
- Klen tröst e fyra andra berättelser om pengar, Weyler förlag, Estocolmo: 2019. ISBN 978-9176811078
- Detaljerna, Weyler förlag, Estocolmo: 2022. ISBN 9789127175549

(The Details, trad. Kira Josefsson, Wildfire Books, Londres: 2023.ISBN 978-1035400577)